# 이블 데드: 더 게임
이블 데드: 더 게임(Evil Dead: The Game)은 2022년에 세이버 마드리드가 개발하고 보스 팀 게임즈가 배급한 비대칭 생존 공포 게임이다. 이블 데드 프랜차이즈의 일부이다. 이 게임은 브루스 캠벨이 애쉬 윌리엄스로, 오리지널 캐스트의 대부분이 그들의 역할을 다시 맡는다.
이블 데드: 더 게임은 2022년 5월 13일 플레이스테이션 4, 플레이스테이션 5, Windows, 엑스박스 원 및 Xbox Series X/S로 출시되었다. 닌텐도 스위치 버전은 계획되었지만, 2023년 9월에 게임의 라이브 콘텐츠 지원과 함께 취소되었다. 이 게임은 평론가들로부터 엇갈린 평가를 받았고 500,000장이 팔렸다.

## 게임플레이
이블 데드: 더 게임은 비대칭 플레이어 대전 게임이다. 이 게임은 협동 게임플레이와 플레이어 대 플레이어(PvP) 전투를 모두 제공하지만, 싱글 플레이어 모드는 플레이하기 위해 인터넷 연결이 필요하다. 이 게임은 레벨업 시스템과 스킬 트리 메커니즘을 갖추고 있다. 이블 데드 영화 시리즈에 나오는 숲 속의 오두막을 포함한 여러 지도와 애쉬의 전기톱과 붐스틱을 포함한 25개 이상의 무기를 특징으로 한다. 이 게임은 네 가지의 플레이 가능한 생존자 클래스(리더, 전사, 사냥꾼, 지원)와 다섯 가지의 플레이 가능한 악마(워로드, 퍼피티어, 네크로맨서, 플래그브링어, 스키머)를 특징으로 한다.

## 출시 후 콘텐츠
이블 데드: 더 게임 출시 후, 무료 또는 시즌 패스의 일부로 다양한 업데이트가 포함되었다. 2022년 7월 13일, 이블 데드 3 - 암흑의 군단에 기반한 캐슬 칸다르 지도가 추가되었고, 아서와 헨리를 위한 새로운 의상도 함께 추가되었다. 2022년 9월 8일, 2013년 영화 이블 데드의 등장인물인 데이빗 앨런과 미아 앨런이 게임에 추가되었다. 새로운 캐릭터와 함께, 이블 데드 3 - 암흑의 군단에 기반한 플래그브링어라는 새로운 클래스가 같은 날 추가되었다.
2023년 2월 2일, 애쉬 vs 이블 데드 업데이트와 유료 다운로드 콘텐츠 팩인 임모탈 파워 번들이 출시되었다. 이러한 콘텐츠 추가와 함께, 최대 40명의 데드아이와 싸워 한 명만 남을 때까지 플레이하는 게임 모드인 스플래터 로열이 추가되었다. 프리미엄 번들에는 애쉬 윌리엄스, 파블로 시몬 볼리바르, 켈리 맥스웰, 퍼피티어를 위한 의상이 포함된다. 프리미엄 번들은 루비 노비도 추가했다. 무료 업데이트의 일부로, 파블로 시몬 볼리바르를 위한 새로운 의상이 유탄 발사기와 낫, 두 가지 새로운 무기와 함께 추가되었다.
2023년 3월 30일, 이블 데드: 더 게임이 2023년 4월 26일에 스팀으로 출시될 예정이며, 해당 날짜까지의 모든 출시 후 다운로드 콘텐츠를 포함하는 올해의 게임 에디션이 콘솔로 출시될 것이라고 발표되었다. 다운로드 콘텐츠 팩인 "후즈 유어 대디"가 출시될 예정이며, 브록 윌리엄스와 바알이 플레이 가능한 캐릭터로 포함되고 애쉬, 파블로, 아만다 피셔를 위한 새로운 의상도 함께 제공될 것이라고 발표되었다.
2023년 9월 19일, 이블 데드: 더 게임의 라이브 콘텐츠 지원이 즉시 중단될 것이라고 발표되었지만, "예측 가능한 미래"에는 서버를 종료할 계획은 없었다. 세이버 인터랙티브는 이 결정에 대해 자세히 설명하지 않았지만, 모회사인 엠브레이서 그룹의 대규모 구조 조정 프로그램이 가능한 이유로 거론되었다.
2024년 3월 19일, 이블 데드: 더 게임에서 더블 경험치와 소울 포인트를 영구적으로 활성화했다고 발표되었다.

## 마케팅
이블 데드: 더 게임은 2020년 12월 10일 더 게임 어워즈에서 발표되었다. 같은 날 유튜브에 공개 트레일러가 업로드되었다.
미국 래퍼 메소드 맨은 게임과의 협업으로 "Come Get Some"이라는 곡을 발표했다. 이 곡은 Statik Selektah가 프로듀싱하고, 메소드 맨의 아들 PXWER와 U-God의 아들 inTeLL이 피처링했다. 이 곡에는 샘플로 조셉 로두카의 오리지널 이블 데드 악보와 애쉬 윌리엄스의 대사가 포함되어 있다. 이 곡은 2022년 5월 14일에 공개된 게임의 출시 트레일러에 사용되었다.
특수 효과 아티스트 톰 새비니는 게임의 콜렉터스 에디션을 예약 주문한 플레이어에게 제공되는 독점 애쉬 스킨을 디자인했다.

## 평가

### 비평
이블 데드: 더 게임은 PS5 및 Xbox Series X/S 버전의 경우 비평가들로부터 "엇갈리거나 평균적인" 평가를 받았지만, PC 버전은 리뷰 애그리게이터 웹사이트 메타크리틱에 따르면 "대체로 긍정적인" 평가를 받았다.
게임스팟의 마크 딜레이니는 이 게임에 10점 만점에 6점을 주면서 이블 데드 프랜차이즈에 대한 충실함과 클래스 기반 캐릭터 디자인을 칭찬했지만, 느린 진행, 미개발된 스토리 임무, 불균형적인 PvP 전투를 비판했다. GamesRadar+의 조던 거블릭은 이 게임의 접근성, 그래픽, 프랜차이즈에 대한 오마주를 칭찬했지만, 콘텐츠 부족, 싱글 플레이어 임무의 어려움, 더 많은 이동 옵션 부족을 문제 삼았다. IGN의 트래비스 노스업은 이 게임에 10점 만점에 8점을 주며 "이블 데드: 더 게임은 훌륭한 비대칭 멀티플레이어 게임으로, 원작과 마찬가지로 답답할 정도의 부드럽지 않음과 지도와 모드의 부족함을 고려할 때 그럴 만한 가치가 있는 것보다 훨씬 낫다"고 썼다. 하드코어 게이머는 이 게임의 비주얼, 분위기, 부드러운 전투, 전략, 온라인 플레이, 팬 서비스 자료를 높이 평가했으며, 반복적인 오디오와 콘텐츠 부족을 사소한 문제로 지적했다. VG247은 이 게임에 5점 만점에 4점을 주며 "이블 데드: 더 게임은 좋은 시간이다... 하지만, 시리즈에 애착이 없는 공포 팬들은 다른 멀티플레이어 공포 게임에서 더 많은 재미를 찾을 가능성이 높고, 더 접근성 좋은 게임도 찾을 가능성이 높다"고 밝혔다.

### 판매량
이블 데드: 더 게임은 출시 후 5일 만에 50만 장이 팔렸다.

## 같이 보기
- 데드 바이 데이라이트, 애쉬 윌리엄스를 플레이 가능한 캐릭터로 포함하는 비대칭 멀티플레이어 게임
- 13일의 금요일: 더 게임, 13일의 금요일 (시리즈) 프랜차이즈를 기반으로 한 비대칭 멀티플레이어 게임
- 제5인격, 비대칭 멀티플레이어 생존 공포 게임
- 공포 비디오 게임 목록
- 텍사스 전기톱 학살, 텍사스 전기톱 학살 프랜차이즈를 기반으로 한 비대칭 멀티플레이어 게임